# Marduk-apla-iddina II
Marduk-apla-iddina II (sum. damar.utu.a.mu; akad. Marduk-apla-iddina, tłum. „Marduk dał mi następcę”; bibl. Merodak-Baladan) – władca Babilonii w latach 721-710 p.n.e. oraz 703 p.n.e. Pochodził z chaldejskiego plemienia Bit-Jakini. W 721 roku p.n.e. korzystając ze zmiany władcy Asyrii, na czele wszystkich plemion chaldejskich wkroczył do Babilonu i ogłosił się królem Babilonii. Otwarcie w ten sposób zerwał z lojalnością wobec Asyrii. Rok później (720 p.n.e.) zawarł sojusz z królem Elamu Humban-nikaszem I, który według jednej z babilońskich kronik pokonać miał w bitwie pod Der wysłane przez Sargona II oddziały interwencyjne bez pomocy Babilończyków. Nie przeszkodziło to Marduk-apla-iddinie II przypisania sobie zwycięstwa i ogłoszenia, że:
(...)powalił na ziemię armię Subartu i pogruchotał jej oręż.
W 710 p.n.e. podczas kolejnej kampanii Sargona II przeciwko Babilonii zmuszony został do wycofania się z Babilonu. Wspomagany przez plemiona zamieszkujące bagienne tereny południowego Sumeru i Kraju Nadmorskiego Chaldejczyk bronił się prawie dwa lata. Ostatecznie został oblężony w Durjakin i ranny:
(...)prześlizgnął się przez bramę swojego miasta jak mysz czmychając do dziury.
W 703 p.n.e. po powrocie z Elamu ponownie zjednoczył plemiona chaldejskie i aramejskie w Babilonii i korzystając z kolejnej zmiany władcy Asyrii wszczął rebelię zakończoną zdobyciem Babilonu. Kilka miesięcy później rebelianci zostali pobici przez armię króla asyryjskiego Sennacheryba w bitwie pod Kisz, a sam Marduk-apla-iddina II ponownie uszedł w trudno dostępne tereny Kraju Nadmorskiego. Sennacheryb splądrował pałac króla babilońskiego, wziął licznych jeńców i przesiedlił ok. 210 000 Babilończyków, Chaldejczyków i Aramejczyków do Asyrii.
W 701 p.n.e. na czele wojski chaldejskich, aramejskich i elamickich po raz ostatni próbował pokonać Sanheriba i odzyskać tron Babilonii. Został jednak pokonany w 700 p.n.e. Wkrótce potem zmarł.
Jego wnukiem był przywódca plemion chaldejskich Nabu-bel-szumati.

## Postać króla w relacji biblijnej
Marduk-apla-iddina II pod imieniem Merodak-Baladan występuje w Biblii: w Drugiej Księdze Królewskiej (20; 12-15) oraz w Księdze Izajasza (39; 1-8). Kontakty dyplomatyczne króla babilońskiego z królem Judy Ezechiaszem prawdopodobnie miały na celu pozyskanie nowego sojusznika przeciwko Asyrii oraz wywołanie konfliktu zbrojnego w walce z nią na zachodzie.